# 泽库县
泽库县（藏語：རྩེ་ཁོག，威利转写：rtse khog，藏语拼音：Zêkog）是中华人民共和国青海省黄南藏族自治州下辖的一个县，位于黄南州中南部。东与甘肃省夏河县毗邻，南、西、北分别与河南蒙古自治县、同德县、贵南县相连，东北与同仁县接壤，离州府隆务镇97公里，距省会西宁约285公里。是一个以藏族为主体民族的纯牧业县，曾是国家扶贫开发重点县。县人民政府驻泽曲镇幸福路163号。

## 地理
泽库县平均海拔一般在3700公尺以上，大气含氧量仅为平原地区的60%，全年气候呈气温偏高，降水量较多，春秋相连，冬季漫长、无绝对夏季的暖冬气候特征。年均气温—0.7℃，比历年偏高1.1℃。牧草生长期为5月18至9月8日，年均降雨量547.8毫米，同比增多16%。年日照时数为2609.6小时，全年无霜期144天。由于地势的影响，形成了全县不同海拔高度的植被、土壤、气候的地域差异和垂直变化。有高山带、亚高山带、滩地、河谷阶地、低山丘陵五大地带。境内有主要河流13条，其中泽曲河属县内最大河流，最后汇入黄河。
县境平均海拔3700公尺，年均气温-2.4℃，全年无绝对无霜期，冬长无夏，春秋相连。

## 行政区划
泽库县下辖3个镇、4个乡：
泽曲镇、麦秀镇、和日镇、宁秀镇、王家乡、西卜沙乡和多禾茂乡。

## 人口
截至2020年11月1日零时，泽库县常住人口为75659人。